# Свештеномученик Авда
Свети Авда је хришћански светитељ и епископ града Сузе у Персији, из 5. века. 
Изабран је за епископа у време цара Теодосија Млађег. У то време персијски цар Издигерд I започео је прогон хришћана. У знак протеста против овог прогона епископ Авда је разрушио пагански храм. Цар Издигерд I наредио је да му доведу епископа Авду и затражио од њега да поново сазида разрушени храм. Пошто је епископ то одбио, цар је издао наредбу да се поруше сви хришћански храмови, и да се немилосрдно гоне хришћани, а први да се убије епископ Авда.
Његов ђакон свети Венијамин је пуштен под условом да више не проповеда Јеванђеље. Он је на тај услов најпре пристао, но касније је ипак продужио са ширењем хришћанства. Због тога је ухваћен и убијен, три године после светог Авде.
Њихово страдање се десило око 420. године.
Православна црква прославља Авду 31. марта по јулијанском календару.